# Frankie Lymon
Franklin Joseph "Frankie" Lymon (New York, 30 september 1942 - aldaar, 27 februari 1968) was een Amerikaans rock-'n-rollartiest. Hij verwierf op dertienjarige leeftijd bekendheid als leadzanger van de tienergroep The Teenagers. Ze oogstten succes met liedjes als "Why Do Fools Fall in Love", "Baby, Baby" en "I'm Not a Juvenile Delinquent". In 1956 waren ze te zien in de film Rock, Rock, Rock van Alan Freed.
Na achttien maanden begon de ondertussen vijftienjarige Lymon zijn herkenbare sopraanstem te verliezen en nam zijn populariteit af. Op vijfentwintigjarige leeftijd werd hij levenloos aangetroffen in de badkamer van zijn grootmoeder. Hij overleed aan een overdosis heroïne.
Frankie Lymon & The Teenagers werd in 1993 opgenomen in de Rock and Roll Hall of Fame en in 2000 in de Vocal Group Hall of Fame. Zijn leven werd verfilmd met Why Do Fools Fall in Love (1998), waarin Larenz Tate de rol van Lymon vervulde.